# Kyjovice (kraj morawsko-śląski)
Kyjovice – gmina w Czechach, w powiecie Opawa, w kraju morawsko-śląskim. Według danych z dnia 1 stycznia 2012 liczyła 811 mieszkańców.